# Pseudopanurgus euphorbiae
Pseudopanurgus euphorbiae là một loài Hymenoptera trong họ Andrenidae. Loài này được Timberlake mô tả khoa học năm 1975.